# Steven Huebner
Pour les articles homonymes, voir Huebner.
Steven Huebner est un musicologue canadien spécialisé dans l’histoire de la musique. Il est un professeur à l’école de musique Schulich de l’Université québécoise McGill à Montréal, au Canada.

## Parcours académique

Saut de L'Université de Princeton

Steven Huebner débute son parcours universitaire en effectuant un baccalauréat à l’Université de Princeton au New Jersey. Il obtient son doctorat de cette même institution. C’est au cours de ses études qu’il cultive son intérêt pour l’opéra grâce à la proximité de son lieu d’étude à la ville de New York comme mentionné dans une entrevue avec Judy-Ann Desrosiers pour la revue L’Opéra ː « Comme c’était près de New York, je fréquentais assidûment le Metropolitan Opera et le City Opera. J’imagine que c’est ainsi que je suis resté accroché ! »

## Domaine de recherche
La portée de la recherche de Huebner se centre autour de la musique des XIXe et XXe siècles. Plus particulièrement l'opéra italien et l'opéra français. Il publie divers ouvrages au sujet de l’opéra au sein du Grove Music Online. Son livre French Opera at the Fin de Siècle publié par la presse de l’Université d’Oxford en 1999 remporte d'ailleurs le prix du Livre de l’année au prix Opus de l’an 2000. Il publie aussi des articles dans diverses revues telles Nineteen Century Music, Journal of the Royal Musical Association, et Music & Letters. Dans ses ouvrages, il s’intéresse à divers compositeurs comme Maurice Ravel, Giuseppe Verdi et Charles Gounot. Steven Huebner fait l’usage d’une variété d’approches et de méthodes. L’analyse critique de l’opéra, la sociologie, l’édition et la réception historique en font partie. Ses écrits sont publiés en français, en anglais et en Italien.

## Parcours professionnel

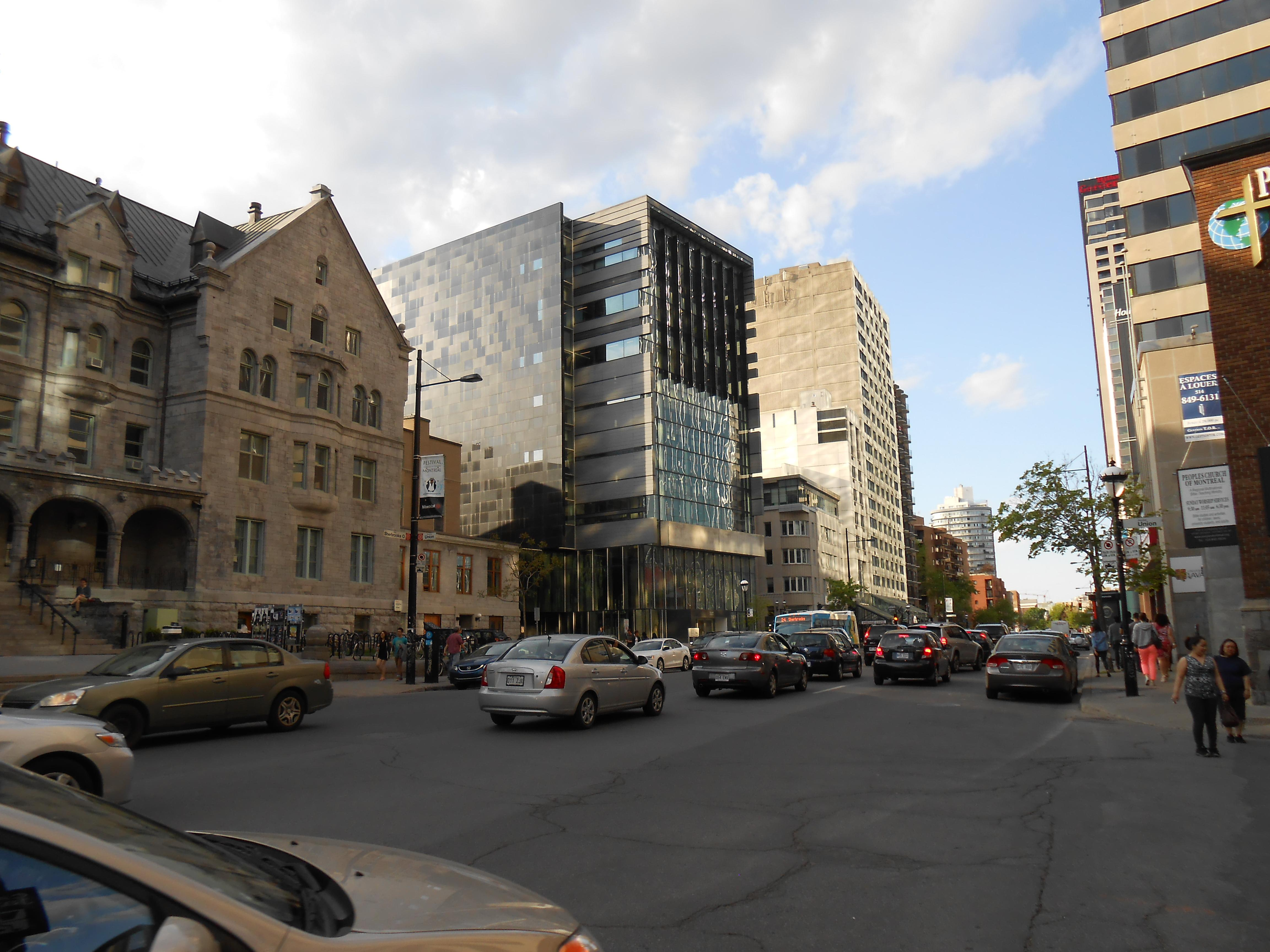
École de musique Schulich

À la suite de l’obtention de son doctorat à l’Université de Princeton au New Jersey, Huebner est membre du département de recherche en musique de l’Université McGill de 1989 à 1992 en plus d’occuper un poste de professeur. Au cours de son passage au département de recherche, il œuvre au développement du baccalauréat en musique de l’université McGill. Il participe, notamment à la création d’un programme de baccalauréat en technologie de la musique. Il s'implique dans divers autres projets tels le « the development of the BA in music, a complete revision of the music education program, a restructuring of graduate student financing, the reorganization of the delivery of core theory courses, the creation of a minor in music history for performers, and the institution of an "Art of Listening" course sequence ».  Son implication lui vaut la mention de James McGill Professor. Par la suite, il occupe le poste de coéditeur du Cambridge Opera Journal de 2007 à 2014. Parallèlement, il est aussi président de la Société québécoise de la recherche en musique de 2007 à 2010. Finalement, il écrit des notes de programmes en collaboration avec divers théâtres lyriques à travers l’Europe. Huebner rédige, en effet, pour le Théâtre de la Monnaie à Bruxelles, le Sydney Opera, le Royal Opera House de Londres et le Teatro La Fenice à Venise. 

## Livres
- The Opera of Charles Gaudebout, Oxford University Press, 1990
- French Opera at the Fin de Siècle: Wagnerism, Nationalism, and Style, Oxford university press, 1999
- Les Opéras de Verdi. Éléments d’un langage musico-dramatique, University of Rochester Press, 2016
- National traditions in the Nintheen-Century Opera, Volume, Routledge (2016)
- Debussy’s Resonance, Cambridge University Press, 2018

## Articles publiés
- Lyric form in Ottocento Opera, Journal of the Royal Music Association,Vol 117 (1) Cambridge University Press, 1992
- L’heure espagnole : la grivoiserie Moderne de Ravel, Aspect de l’opéra français de Meyerbeer à Honegger, Symétrie, 2009

- La princesse paysanne du midi, Music, theater and cultural transfer: Paris, 1830-1914, University of Chicago Press, 2009
- Édouard Dujardin, Wagner and the Origins of Stream of Consciousness Writing, 19th-Century MusiC, Vol 37 (1), University of California Press, 2013

- Ravel Politics, The Musical Quarterly, vol 97 (1), Cambridge University Press, 2014
- Francis Poulnec’s Dialogue des Carmélites : Faith, Ideology, Love, Music and Letters, vol 97 (2), Oxford University Press, 2016
- Review, Journal of the American Musical Society, Vol 63 (3), University of California Press, 2016
- Phryné as opéra comique : Saint-Saëns contra Offenbach, Nineteen-Century Music review, Cambridge University Press, 2023

## Distinctions
- 2000 :Prix Opus : Livre de l’année
- James McGill Professor
- 2002 : Prix Westrup